# Hemieuxoa ficta
Hemieuxoa ficta là một loài bướm đêm trong họ Noctuidae.